# Kontinuální lití

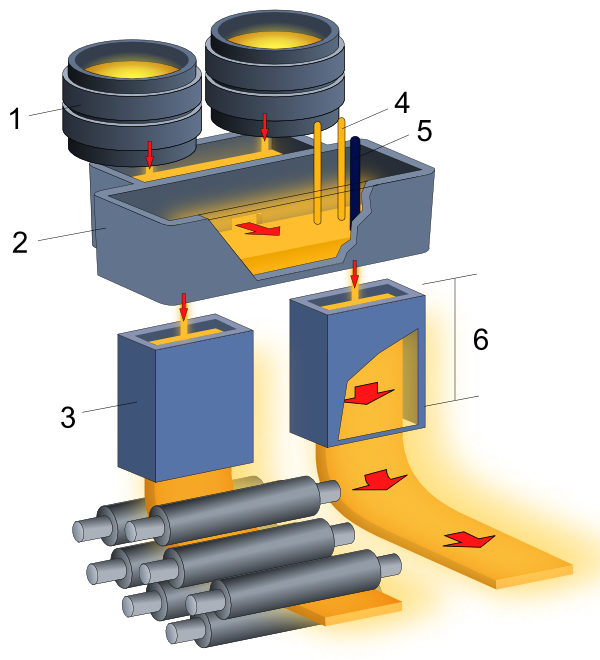
Schéma kontinuálního lití

Kontinuální lití (též plynulé lití nebo kontinuální/plynulé odlévání, slangově kontilití) je metalurgický proces, kdy se roztavený kov nechává tuhnout do polotovarového bloku nebo desky – bramy – pro následné válcování. Před zavedením kontinuálního lití v 50. letech 20. století se ocel odlévala do stacionárních forem (kokil), kde tuhla v ingoty. Pomocí kontinuálního lití se dosahuje nižších ztrát, vyšší kvality a produktivity a nižších nákladů. Kontinuální lití umožňuje levnou výrobu kovových dílů lepší kvality, díky podstatně nižším nákladům nepřetržité, standardizované výroby a větší kontrole nad celým procesem (pomocí automatizace). Kontinuální lití se nejčastěji využívá u oceli, ale také u hliníku a mědi. Vyšší kvalita je dosažena mj. nižším objemem nežádoucích vměstků u bramy než u ingotu. Při následném válcování pak mají vývalky menší rozptyl mechanických vlastností.
Sir Henry Bessemer, proslulý svým Bessemerovým konvertorem, získal v roce 1857 patent na lití kovu mezi dvěma protichůdně se otáčejícími válci. Základní princip tohoto systému se dodnes používá pro lití ocelových pásů.